# 5월 35일
《5월 35일》 (독일어: Der 35. Mai oder Konrad reitet in die Südsee)은 1931년에 출판된 에리히 케스트너의 소설이다. 사실적인 현대 독일을 배경으로 하는 케스트너의 다른 작품과는 달리, 이 책은 판타지와 풍자를 엮어낸 작품이다.
《에밀과 소년 탐정》(1928)의 서문에서, 케스트너는 유머스러운 남쪽 바다 모험 이야기를 쓰고 싶었지만 구체적인 작품 설계에 막혔고, 마침내 친구의 조언에 따라 익숙한 베를린의 현실 대신 판타지를 배경으로 하는 책을 쓰기로 했다고 회상하였다. 케스트너가 집필을 도중 중단한 자신의 판타지 작품을 묘사하면서 몇가지 플롯 설정과 등장 인물들을 간략하게 언급했는데, 이들은 《5월 35일》에서 채택되었다.

## 작품 설명
이 소설은 매주 목요일 오후 삼촌 링겔후트와 시간을 보내는 어린 소년 콘라드에 대한 이야기를 담고 있다. 5월 35일의 어느 목요일, 그들은 세계 최고의 롤러 스케이팅 선수이자 독일 문학에 조예가 깊고 말도 할 수 있는 검은 말 네그로 카발로를 만난다. 다함께 복도에 있는 링겔후트의 거대한 옷장에 들어가고, Cockaigne의 땅 ("무료 입장, 어린이는 반값")에서 시작해서 여러 마법의 땅을 거치는데, 이곳에서는 아이들이 나쁜 부모들을 쇄신 학교에 보내는 거꾸로 된 세계, 휴대전화와 무빙워크가 있는 공상과학적인 악몽 도시, 그리고 남쪽 바다의 섬이 있다. 이후 콘라드는 현실 세계로 돌아와 자신의 경험에 대한 학교 에세이를 쓰게 된다.